# Архангельский, Михаил Сергеевич

Могила Архангельского

Михаи́л Серге́евич Арха́нгельский (1898—1987) —  работник советской угледобывающей промышленности, Герой Социалистического Труда (1948).

## Биография
Родился 19 сентября 1898 года.
В 1928 году закончил Сталинский горный институт. Работал в Ворошиловградской области управляющим трестом «Ворошиловуголь» комбината «Ворошиловградуголь».
В 1949 году на XVI съезде КП(б)У был избран кандидатом в члены ЦК КП(б)У.
Умер 20 июня 1987 года.
Похоронен в Киеве на Байковом кладбище (участок № 31).

## Награды
- Герой Социалистического Труда (1948).
- орден Ленина (1948).
- два ордена Трудового Красного Знамени